# Lawrence megye (Pennsylvania)
Lawrence megye az Amerikai Egyesült Államokban, azon belül Pennsylvania államban található. Megyeszékhelye és legnagyobb városa New Castle. Lakosainak száma 86 070 fő (2020. április 1.). Lawrence megye Mercer, Butler, Beaver, Columbiana és Mahoning megyékkel határos.

## Népesség
A megye népességének változása:
| Lakosok száma | 91 000 | 90 382 | 89 766 | 89 333 | 88 082 | 86 070 |
|               | 2010   | 2011   | 2012   | 2013   | 2015   | 2020   |